# خان سنغي (زنجان)
خان سنغي (بالفارسية: کاروانسرای سنگی) هو خان تاريخي يعود إلى عصر السلالة الصفوية، ويقع في مقاطعة زنجان.